# Гленвуд (Минесота)
Гленвуд (енгл. Glenwood) град је у америчкој савезној држави Минесота.

## Демографија
По попису из 2010. године број становника је 2.564, што је 30 (-1,2%) становника мање него 2000. године.
| Група             | 2000.         | 2010.         |
| Белци             | 2.559 (98,7%) | 2.469 (96,3%) |
| Афроамериканци    | 4 (0,2%)      | 21 (0,8%)     |
| Азијати           | 0 (0,0%)      | 10 (0,4%)     |
| Хиспаноамериканци | 15 (0,6%)     | 33 (1,3%)     |
| Укупно            | 2.594         | 2.564         |